# Frederick M. Jones

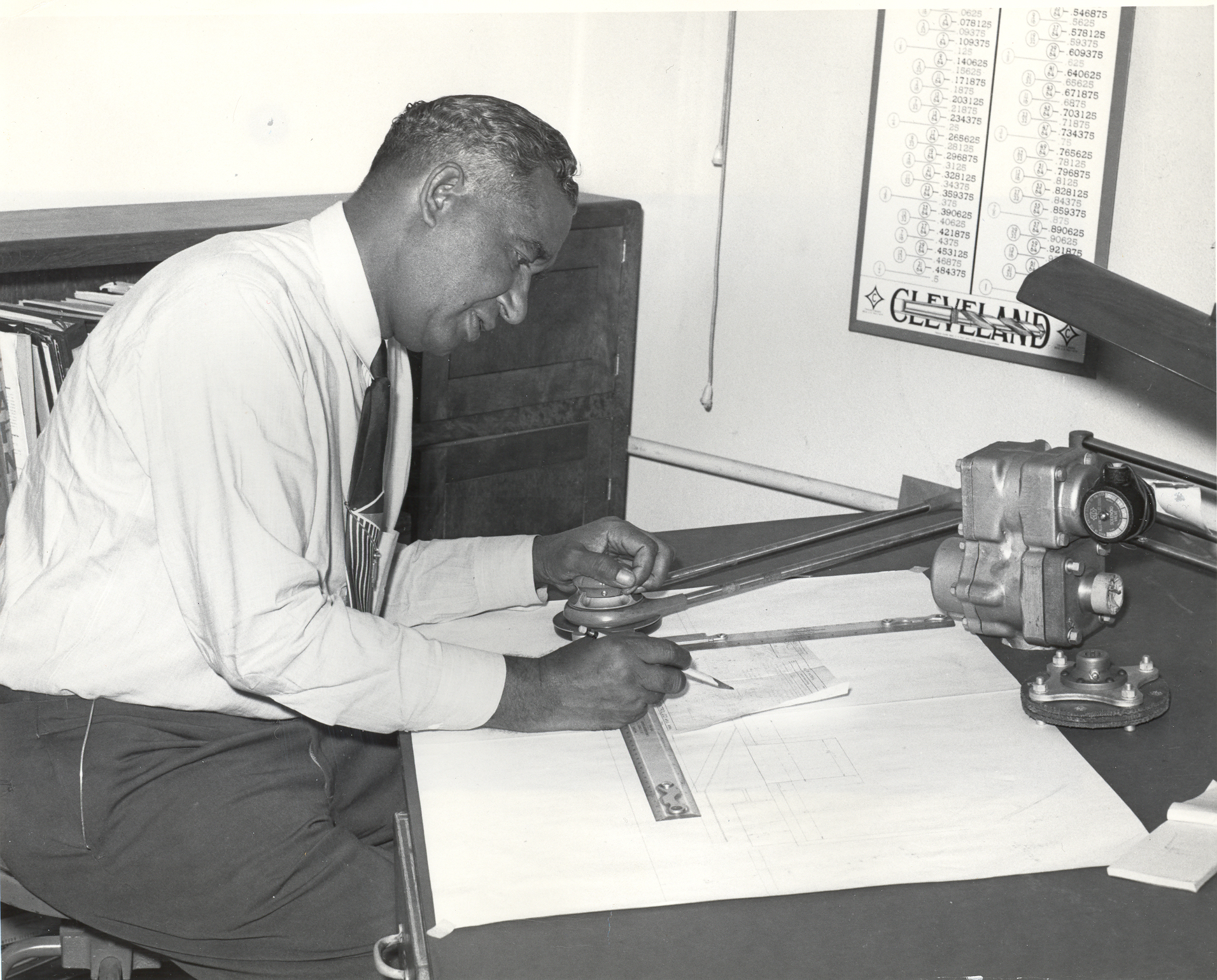
Frederick M. Jones

Frederick McKinley Jones (ur. 17 maja 1892, zm. 21 lutego 1961) – wynalazca amerykański.
Był Afroamerykaninem. Opatentował wiele wynalazków w dziedzinie chłodzenia. Rząd używał jego przenośnych klimatyzatorów podczas II wojny światowej do przechowywania lekarstw i zapasów krwi. W 1935 Jones zbudował pierwszy chłodzony samochód ciężarowy, umożliwiający transport dużych ilości świeżych produktów rolnych i innych nietrwałych dóbr na długie dystanse.